# Opacifrons pellucida
Opacifrons pellucida är en tvåvingeart som först beskrevs av Arnold Spuler 1924.  Opacifrons pellucida ingår i släktet Opacifrons och familjen hoppflugor.
Artens utbredningsområde är British Columbia. Inga underarter finns listade i Catalogue of Life.